# Liste der Landschaftsschutzgebiete in Bochum
Die Liste der Landschaftsschutzgebiete in Bochum enthält die Landschaftsschutzgebiete der kreisfreien Stadt Bochum in Nordrhein-Westfalen.

## Liste
| Bild                                                                                 | Nummer       | Bezeichnung des Gebietes | Fläche in Hektar | WDPA-ID   | Koordinaten | Datum der Verordnung |
| ------------------------------------------------------------------------------------ | ------------ | --- | ---------------- | --------- | ----------- | -------------------- |
| LSG Park Hordel, Dahlhausen, Hüller Bach, Hofsteder Bach und Marbach in Bochum-Mitte | LSG-4408-001 | LSG-Park Hordel, Dahlhausen, Hüller Bach, Hofsteder Bach und Marbach in Bochum-Mitte                                            | 60,60            | 555561061 | Standort    | 1998                 |
|                                                                                      | LSG-4408-002 | LSG-Surwiese, Drahkamp, Goldhamme in Bochum-Mitte                                                                               | 59,83            | 555561062 | Standort    | 1998                 |
|                                                                                      | LSG-4409-006 | LSG-Im Mittelfelde | 46,14            |           | Standort    | 1974                 |
|                                                                                      | LSG-4409-046 | LSG-Dorneburger Mühlenbach in Bochum-Mitte                                                                                      | 5,93             | 555561084 | Standort    | 1998                 |
|                                                                                      | LSG-4409-048 | LSG-Grummer Bachtal in Bochum-Mitte, Grumme und Fahnendahl in Bochum-Nord                                                       | 69,57            | 555561089 | Standort    | 1974                 |
|                                                                                      | LSG-4409-049 | LSG-Herner Mark, Volkspark Hiltrop, Hiltroper Berg in Bochum-Nord                                                               | 49,21            | 555561090 | Standort    | 1974                 |
|                                                                                      | LSG-4409-050 | LSG-Herner Mark, Volkspark Hiltrop, Hiltroper Berg in Bochum-Nord (temporaer)                                                   | 7,55             | 555561097 | Standort    | 1998                 |
| LSG 4409-052                                                                         | LSG-4409-052 | LSG-Mittelfeld, Lütge Heide, Gerther Mühlenbach in Bochum-Nord (temporär)                                                       | 6,43             | 555561095 | Standort    | 1998                 |
| LSG 4409-053                                                                         | LSG-4409-053 | LSG-Am Oppenpoll, Karwe, Normarg, Driebusch, Am Kamper Holzkamp, Berghofer Feld in Bochum-Nord                                  | 237,29           | 555561094 | Standort    | 1974                 |
|                                                                                      | LSG-4409-054 | LSG-Gernholz, Bockholt in Bochum-Nord                                                                                           | 62,45            | 555561092 | Standort    | 1974                 |
|                                                                                      | LSG-4409-055 | LSG-Gernholz, Bockholt in Bochum-Nord (temporaer)                                                                               | 2,63             | 555561096 | Standort    | 1998                 |
|                                                                                      | LSG-4508-017 | LSG-Surwiese, Drahkamp, Goldhamme in Bochum-Mitte (temporaer)                                                                   | 25,00            | 555561217 | Standort    | 1998                 |
|                                                                                      | LSG-4508-035 | LSG-Dickmanns Hof in Bo-Wattenscheid, 2, Günnigfeld                                                                             | 28,91            | 555561218 | Standort    | 1995                 |
|                                                                                      | LSG-4508-036 | LSG-Schulte-Kemna in Bochum-Wattenscheid, 2, Leithe                                                                             | 44,63            | 555561219 | Standort    | 1995                 |
|                                                                                      | LSG-4508-037 | LSG-Sevinghausen, Stalleicken in Bochum-Wattenscheid, 2, Sevinghausen                                                           | 255,01           | 555561220 | Standort    | 1995                 |
|                                                                                      | LSG-4508-038 | LSG-Auf den Hosiepen, Dickhoff, Heidnocken, Hülsenkamp in Bochum-Wattenscheid,2, Höntrop, Eppendorf                             | 180,01           | 555589423 | Standort    | 1995                 |
|                                                                                      | LSG-4508-039 | LSG-Bredde, Esch, Hoerster Holz in Bochum-Südwest, 6, Dahlhausen                                                                | 121,53           | 555561222 | Standort    | 1995                 |
|                                                                                      | LSG-4508-040 | LSG-Am Hedtberg in Bochum-Südwest, 6, Linden, Dahlhausen                                                                        | 49,76            | 555561223 | Standort    | 1995                 |
|                                                                                      | LSG-4508-042 | LSG-Roehlinghaus, Koellerhaus in Bochum-Wattenscheid, 2, Eppendorf, Munscheid und Hilgenhecke, Nevel, Bette in Bochum-Süd       | 105,28           | 555589496 | Standort    | 1995                 |
|                                                                                      | LSG-4508-043 | LSG-Krumme Ecke, Husacker in Bochum-Wattenscheid, 2, Eppendorf                                                                  | 83,65            | 555561225 | Standort    | 1995                 |
|                                                                                      | LSG-4508-049 | LSG-Ruhraue, Ruhrsteilhang, Chursbusch in Bochum-Südwest, 6, Dahlhausen                                                         | 66,29            | 555561226 | Standort    | 1995                 |
|                                                                                      | LSG-4509-041 | LSG-Kleines Weitmarer Holz in Bochum-Südwest, 6, Weitmar                                                                        | 22,84            | 555561259 | Standort    | 1995                 |
|                                                                                      | LSG-4509-044 | LSG-Parkanlage Wiesental Bochum-Südwest, 6, Weitmar                                                                             | 12,02            | 555561260 | Standort    | 1995                 |
|                                                                                      | LSG-4509-045 | LSG-Holtbrügge in Bochum-Südwest, 6, Weitmar                                                                                    | 6,47             | 555561261 | Standort    | 1995                 |
|                                                                                      | LSG-4509-047 | LSG-Fahle Merk, Welpersche Nocken, Papenloh, Baaker Mulde, Baaker Berg, Kiste, Sundern in Bochum-Südwest                        | 171,80           | 555589446 | Standort    | 1995                 |
|                                                                                      | LSG-4509-048 | LSG-Grosses Weitmarer Holz in Bochum-Südwest, 6, Weitmar                                                                        | 106,32           | 555561262 | Standort    | 1995                 |
|                                                                                      | LSG-4509-054 | LSG-Harpener Weg, Schulte Limbeck in Bochum-Ost                                                                                 | 63,49            | 555561093 | Standort    | 1974                 |
|                                                                                      | LSG-4509-055 | LSG-Hohes Feld, Zu den Kaempen, Kornharpen in Bochum-Ost                                                                        | 31,41            | 555561228 | Standort    | 1998                 |
|                                                                                      | LSG-4509-056 | LSG-Hohes Feld, Zu den Kaempen, Kornharpen in Bochum-Ost (temporaer)                                                            | 21,99            | 555561257 | Standort    | 1998                 |
|                                                                                      | LSG-4509-057 | LSG-Auf dem Sporkel, Werner Teiche, Kohlleppel, Wieschermühlenstrasse, in Bochum-Ost                                            | 117,71           | 555589422 | Standort    | 1974                 |
|                                                                                      | LSG-4509-058 | LSG-Havkenscheid in Bochum-Ost (temporär)                                                                                       | 48,28            | 555561230 | Standort    | 1974                 |
|                                                                                      | LSG-4509-059 | LSG-Bramheide in Bochum-Ost | 13,53            | 555561231 | Standort    | 1974                 |
|                                                                                      | LSG-4509-060 | LSG-Heimelsberg, Herrensiepen, Grabeloh in Bochum-Ost                                                                           | 159,88           | 555561232 | Standort    | 1998                 |
|                                                                                      | LSG-4509-061 | LSG-Heimelsberg, Herrensiepen, Grabeloh in Bochum-Ost (temporaer)                                                               | 8,98             | 555561233 | Standort    | 1998                 |
|                                                                                      | LSG-4509-062 | LSG-Langendreer Holz in Bochum-Ost                                                                                              | 40,30            | 555561234 | Standort    | 1998                 |
|                                                                                      | LSG-4509-063 | LSG-Langendreer Holz in Bochum-Ost (temporaer)                                                                                  | 5,96             | 555561235 | Standort    | 1998                 |
|                                                                                      | LSG-4509-064 | LSG-Ümminger Feld in Bochum-Ost                                                                                                 | 8,07             | 555561236 | Standort    | 1974                 |
|                                                                                      | LSG-4509-065 | LSG-Uemminger Feld in Bochum-Ost (temporär)                                                                                     | 2,90             |           | Standort    | 1998                 |
| LSG Ümminger See in Bochum-Ost                                                       | LSG-4509-066 | LSG-Ümminger See in Bochum-Ost                                                                                                  | 63,53            | 555561237 | Standort    | 1974                 |
|                                                                                      | LSG-4509-067 | LSG-Osterholt in Bochum-Ost | 57,66            | 555561238 | Standort    | 1974                 |
|                                                                                      | LSG-4509-068 | LSG-Backenberg, Ümminger Feld, Kaltehardt in Bochum-Ost                                                                         | 165,30           | 555561240 | Standort    | 1974                 |
| LSG-4509-069 aus Sicht der Markstraße                                                | LSG-4509-069 | LSG-Grosses Holz, Laerheide, Haus Laer in Bochum-Ost                                                                            | 86,11            | 555561241 | Standort    | 1974                 |
|                                                                                      | LSG-4509-070 | LSG-Grosses Holz, Laerheide, Haus Laer in Bochum-Ost (temporaer)                                                                | 5,44             | 555561242 | Standort    | 1998                 |
|                                                                                      | LSG-4509-071 | LSG-Grünzug Wiemelhausen, Am Langen Seil in Bochum-Sued                                                                         | 21,71            | 555589456 | Standort    | 1974                 |
|                                                                                      | LSG-4509-072 | LSG-Ehemalige Zeche Engelsburg in Bochum-Mitte (temporär)                                                                       | 10,86            | 555561244 | Standort    | 1998                 |
|                                                                                      | LSG-4509-073 | LSG-Saure Wiesen in Bochum-Mitte (temporaer)                                                                                    | 2,11             | 555561246 | Standort    | 1998                 |
|                                                                                      | LSG-4509-074 | LSG-Saure Wiesen in Bochum-Mitte                                                                                                | 20,12            | 555561245 | Standort    | 1998                 |
|                                                                                      | LSG-4509-075 | LSG-Rombacher Holz in Bochum-Mitte                                                                                              | 22,52            | 555561247 | Standort    | 1998                 |
|                                                                                      | LSG-4509-076 | LSG-Rombacher Holz in Bochum-Mitte (temporaer)                                                                                  | 8,81             | 555561248 | Standort    | 1998                 |
|                                                                                      | LSG-4509-077 | LSG-Parkanlage "Wiesental" in Bochum-Mitte                                                                                      | 1,64             | 555561249 | Standort    | 1998                 |

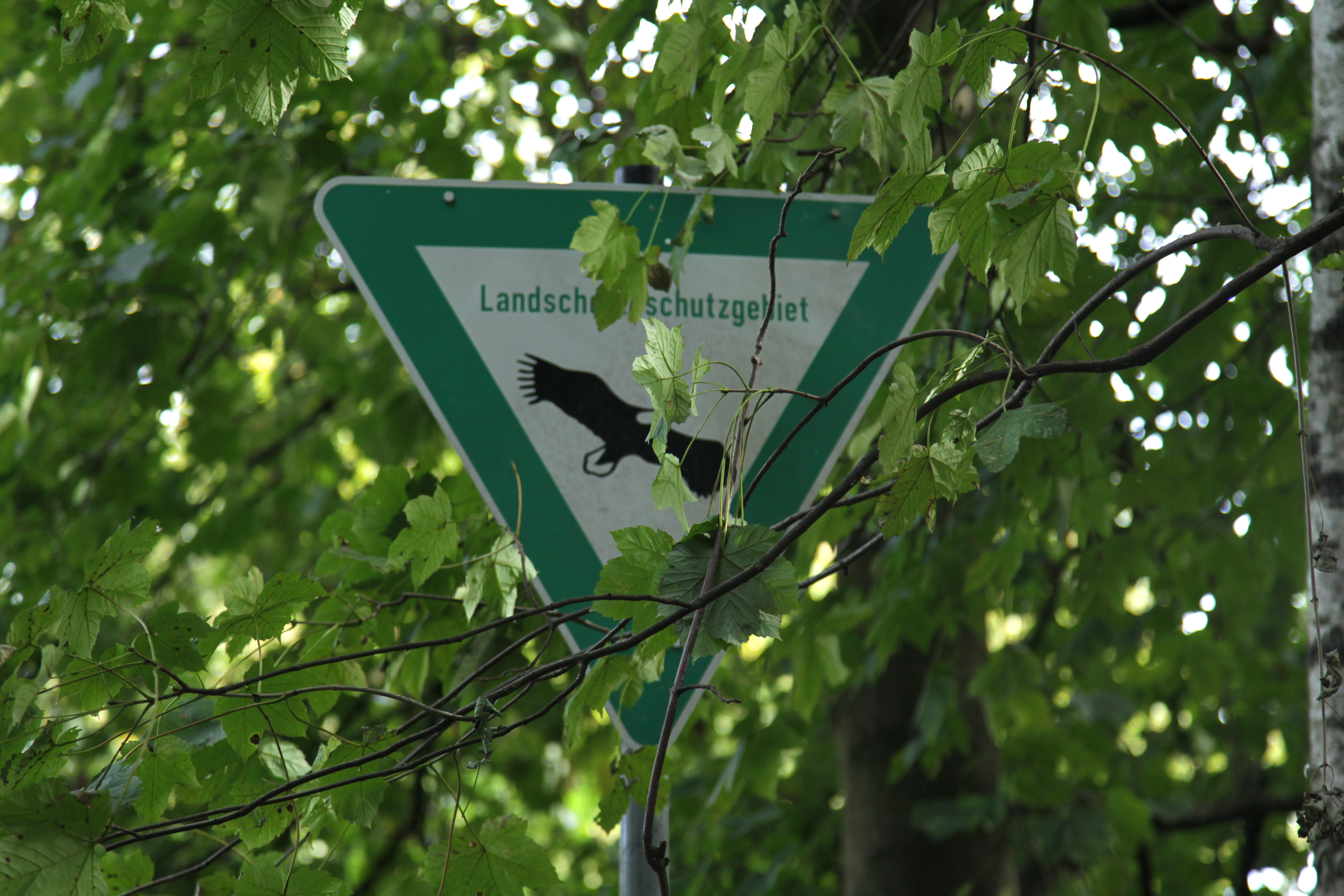
LSG-Schild in Bochum

|                                                                                      | LSG-4509-078 | LSG-Auf dem Kalwes, Oelbach in Bochum-Süd                                                                                       | 100,78           | 555561250 | Standort    | 1974                 |
|                                                                                      | LSG-4509-079 | LSG-Kalwes, Klosterbusch, Der Grimberg in Bochum-Süd                                                                            | 73,40            | 555561251 | Standort    | 1974                 |
|                                                                                      | LSG-4509-080 | LSG-Auf dem Schrick, Piepers Kamp, Kleve, Honberg, Im Haarholz, Haiweg, Oberstiepel in Bochum-Süd                               | 452,1            | 555589420 | Standort    | 1974                 |
|                                                                                      | LSG-4509-081 | LSG-Auf dem Schrick, Piepers Kamp, Kleve, Honberg, Im Haarholz, Haiweg, Oberstiepel in Bochum-Süd (temporar)                    | 10,53            | 555589421 | Standort    | 1998                 |
|                                                                                      | LSG-4509-082 | LSG-Freizeitanlage Kemnade in Bochum-Süd                                                                                        | 80,02            | 555561254 | Standort    | 1998                 |
|                                                                                      | LSG-4509-084 | LSG-Hülsenbusch, Berger, Feld Wassmegge, Henkenberg, Kortwiger, Feld Haar, Rumbergs, Berg Koenigsbusch in Bochum-Süd (temporär) | 4,09             | 555589468 | Standort    | 1998                 |
|                                                                                      | LSG-4509-085 | LSG-Ruhraue, Wiener Weide, Die Ey, Hofstiepel in Bochum-Süd                                                                     | 208,34           | 555561256 | Standort    | 1974                 |
|                                                                                      | LSG-4510-029 | LSG-Baverbachtal, Somborn in Bochum-Ost                                                                                         | 16,29            | 555561275 | Standort    | 1998                 |
|                                                                                      | LSG-4510-030 | LSG-Baverbachtal, Somborn in Bochum-Ost (temporaer)                                                                             | 2,51             | 555561276 | Standort    | 1998                 |
|                                                                                      | LSG-4510-031 | LSG-Ehemalige Zeche Siebenplaneten in Bochum-Ost                                                                                | 11,35            | 555561277 | Standort    | 1998                 |